# Gospel (Marshall Tucker Band)
| Recensione | Giudizio |
| ---------- | -------- |
| AllMusic   | [ 1 ]    |

Gospel è un album della The Marshall Tucker Band, pubblicato dall'etichetta discografica ERA Records nel giugno del 1999.

## Tracce
1. Heart and Soul – 3:06 (Doug Gray, Ronald Radford, Tim Lawter)
2. Going Down the Road Feeling Bad – 3:28 (Tradizionale, arrangiamento di Doug Gray, Tim Lawter, Rusty Milner)
3. Eye Is on the Sparrow – 4:57 (Tradizionale, arrangiamento di Doug Gray, Tim Lawter, Rusty Milner)
4. Give Up – 4:31 (Howard Goodman)
5. Momma Don't Cry Anymore – 3:33 (Doug Gray, Tim Lawter, Ronald Radford)
6. Singing with the Saints – 3:29 (Daryl Williams, John Darin Rowsey, John Starnes)
7. Though My Eyes Are Blind, My Heart Can See – 3:16 (Tradizionale, arrangiamento di Doug Gray, Tim Lawter, Rusty Milner)
8. Only Believe – 3:07 (Wriggins)
9. Wayfaring Stranger – 3:24 (Tradizionale, arrangiamento di Doug Gray, Tim Lawter, Rusty Milner)
10. He's Always There – 3:06 (Love, Madeline Stone, CeCe Winans)
11. Will the Circle Be Unbroken – 6:11 (Tradizionale, arrangiamento di Doug Gray, Tim Lawter, Rusty Milner)
12. Beauty of Life – 4:03 (Rusty Milner)

Durata totale: 46:11

## Musicisti
Heart and Soul
- Doug Gray - voce solista
- Rusty Milner - chitarra elettrica
- Ronald Radford - chitarra elettrica
- Steve Poole - tastiere
- Tim Lawter - basso, accompagnamento vocale
- Jeff Rogers - batteria
- Mike Rogers - accompagnamento vocale

Going Down the Road Feeling Bad
- Doug Gray - voce solista
- Ronald Radford - chitarra
- Steve Poole - tastiere
- Tim Lawter - basso
- Jeff Rogers - batteria
- Regina Grant - accompagnamento vocale
- Sandra Hawkins - accompagnamento vocale

Eye Is on the Sparrow
- Doug Gray - voce solista
- Ronald Radford - chitarra
- David Muse - tastiere
- Tim Lawter - basso, accompagnamento vocale
- Gary Guzzardo - batteria
- Gabrielle Gray - accompagnamento vocale

Give Up
- Doug Gray - voce solista
- Ronald Radford - chitarra
- Steve Poole - tastiere
- Tim Lawter - basso, accompagnamento vocale
- Lee Sinclair - batteria
- Mike Rogers - accompagnamento vocale
- Karen Meeks - accompagnamento vocale
- Marina Meeks - accompagnamento vocale

Momma Don't Cry Anymore
- Doug Gray - voce solista
- Ronald Radford - chitarra, chitarra steel
- Steve Poole - tastiere
- Tim Lawter - basso, accompagnamento vocale
- Jackie Potter - batteria
- Paul Thompson - accompagnamento vocale

Singing with the Saints
- Doug Gray - voce solista
- Ronald Radford - chitarra
- Steve Poole - tastiere
- Tim Lawter - basso, accompagnamento vocale
- Jackie Potter - batteria
- Lee Sinclair - tamburello
- Mike Rogers - accompagnamento vocale

Though My Eyes Are Blind, My Heart Can See
- Doug Gray - voce solista
- Ronald Radford - chitarra acustica, chitarra steel
- Steve Poole - tastiere
- Tim Lawter - basso, accompagnamento vocale
- Lee Sinclair - batteria

Only Believe
- Doug Gray - voce solista
- Ronald Radford - chitarra solista
- Steve Poole - tastiere
- Tim Lawter - basso, accompagnamento vocale
- Mike Rogers - accompagnamento vocale

Wayfaring Stranger
- Doug Gray - voce solista
- Rusty Milner - chitarra
- Ronald Radford - chitarra steel
- Steve Poole - organo
- David Muse - flauto
- Tim Lawter - basso, accompagnamento vocale
- Mike Rogers - accompagnamento vocale

He's Always There
- Doug Gray - voce solista
- Rusty Milner - chitarra
- Stuart Swanlund - chitarra slide
- Steve Poole - tastiere
- Tim Lawter - basso, accompagnamento vocale
- Jackie Potter - batteria

Will the Circle Be Unbroken
- Doug Gray - voce solista
- Rusty Milner - chitarra
- Stuart Swanlund - chitarra slide
- Steve Poole - tastiere
- David Muse - sassofono
- Tim Lawter - basso, accompagnamento vocale
- Lee Sinclair - batteria
- Mike Rogers - accompagnamento vocale

Beauty of Life
- Tim Lawter - voce solista, basso
- Rusty Milner - chitarra acustica
- Stuart Swanlund - chitarra slide
- Steve Poole - tastiere
- David Muse - sassofono
- Jackie Potter - batteria
- Mike Rogers - accompagnamento vocale

Note aggiuntive:
- Doug Gray, Tim Lawter e Rusty Milner - produttori (per la Marshall Tucker Entertainment, Inc.)
- Ron Rainey - produttore esecutivo (per la Marshall Tucker Entertainment, Inc.)
- Registrazioni effettuate allo Studio 151 di Spartanburg, South Carolina, Stati Uniti
- Tim Lawter e Rusty Milner - ingegneri della registrazione

Ringraziamenti a:
- David Warren
- Chris Bailey
- Rick Wilson
- David McCoy
- Matt Wilson

Dedica:
- In Loving Memory of Peggy Fowler Gray[2]